# Ugo Cassina
Ugo Cassina (Polesine Parmense, 1º aprile 1897 – Milano, 6 ottobre 1964) è stato un matematico italiano.

## Biografia
Dopo gli studi superiori al R. Istituto Tecnico di Parma, nel 1913 si iscrisse alla Facoltà di Scienze dell'Università degli Studi di Parma, ma dovette interrompere gli studi per lo scoppio della prima guerra mondiale. Arruolato nella 33ª compagnia minatori del genio militare, sul massiccio del Pasubio, dal febbraio al novembre 1917, fu impegnato nella costruzione della strada delle 52 gallerie, un'opera che partendo da Bocchetta Campiglia doveva raggiungere Porte del Pasubio per mettere in sicurezza quel tratto del fronte. Insignito di diverse onorificenze di guerra, al termine degli eventi bellici riprese gli studi, laureandosi con lode in Matematica all'Università degli Studi di Torino nel 1919 con una tesi in astronomia.
Dal 1920 al 1923, fu assistente alla cattedra di Algebra e Geometria analitica dell'Università di Torino, quindi, dal 1924, alla cattedra di Analisi algebrica e infinitesimale, assistente di Giuseppe Peano, la cui opera eserciterà un notevole influsso sulla successiva carriera ed attività di Cassina.
Nel 1924, vinse un concorso per la cattedra di geometria analitica dell'Accademia Aeronautica di Caserta. Dal 1930 al 1933, ebbe incarichi di insegnamento anche all'Università degli Studi di Milano, tenendo corsi in logica, matematiche complementari e storia della matematica. Nel 1948, vinto un altro concorso a cattedra, divenne professore straordinario di Geometria analitica e descrittiva all'Università degli Studi di Pavia e, dal 1951, ordinario di Matematiche complementari all'Università di Milano, dove concluse la carriera accademica.

## Attività scientifica
Viene considerato tra gli allievi più fedeli della scuola di Peano e, come tale, si è ritagliato un ruolo di difensore e custode della tradizione peaniana, studiandone ed approfondendone la variegata e ricca opera. Nella sua vasta attività scientifica, condotta sulla scia dell'opera di Peano, si ricordano i contributi al calcolo numerico, alla logica, ai fondamenti della matematica, alle matematiche elementari e alla storia della matematica.
Curò l'opera di Peano (Opere Scelte, 3 voll., 1957-59) e, per molto tempo, si dedicò pure alla propaganda del "latino sine flexione", la lingua universale proposta da Peano nel 1903.
Collaborò anche all'Enciclopedia delle Matematiche elementari e complementi, edita da Hoepli, scrivendo i capitoli "Trasformazioni geometriche elementari" e "Approssimazioni numeriche".
La sua attività scientifica ha sostanzialmente contribuito alla sistemazione e chiarificazione dei fondamenti della matematica. Per esempio, dallo studio dell'etimologia della parola "cosa", molto usata in italiano e che si fa usualmente derivare dal latino causa,  Cassina è tra i primi a ipotizzare invece, in analogia all'etimologia francese del termine chose, una derivazione araba correlata all'incognita ("ics", cioè x) delle equazioni letterali.
Fu, tra l'altro, membro dell'Istituto Lombardo di Scienze e Lettere, nonché socio dell'Académie Internationale d'Histoire des Sciences.

## Opere
- Calcolo numerico: con numerosi esempi e note storiche originali, Bologna, Zanichelli, 1928
- Interlingua: Il latino vivente Come Lingua ausiliaria Internazionale. Grammatica, antologia, Milano, Le Lingue Estere, 1938
- Su un teorema di Peano ed il moto del polo, Estr. da "Rendiconti dell'Istituto lombardo, Classe di scienze (A)", vol. 92, Milano: Ist. lombardo di scienze e lettere, 1958
- Il concetto di limite in Luca Valerio e Pietro Mengoli, estr. da Actes du Deuxieme Symposium international d'histoire des sciences, Collection de travaux de l'Academie internationale d'histoire des sciences, Vol. 11, Milano, Istituto matematico dell'Università, 1960
- Formulario mathematico, riproduzione in fac-simile dell'ed. orig., Roma, ed. Cremonese, 1960
- Critica dei principi della matematica e questioni di logica, Roma, Cremonese, 1961
- Dalla geometria egiziana alla matematica moderna, Roma, Cremonese, 1961
- Una storia della fisica, Torino, ed. di Filosofia, 1963